# Crusader: No Regret
Crusader: No Regret est un jeu vidéo d'action développé par Origin Systems et édité par Electronic Arts, sorti en 1996 sur PC fonctionnant sous MS-DOS. Il est ensuite adapté en 2011 par GOG.com pour être compatible avec les versions les plus modernes de Windows et Mac OS X.
Il fait suite à Crusader: No Remorse.

## Accueil
- GameSpot : 8,9/10 (DOS)[1]